# 旧大北電報公司ビル

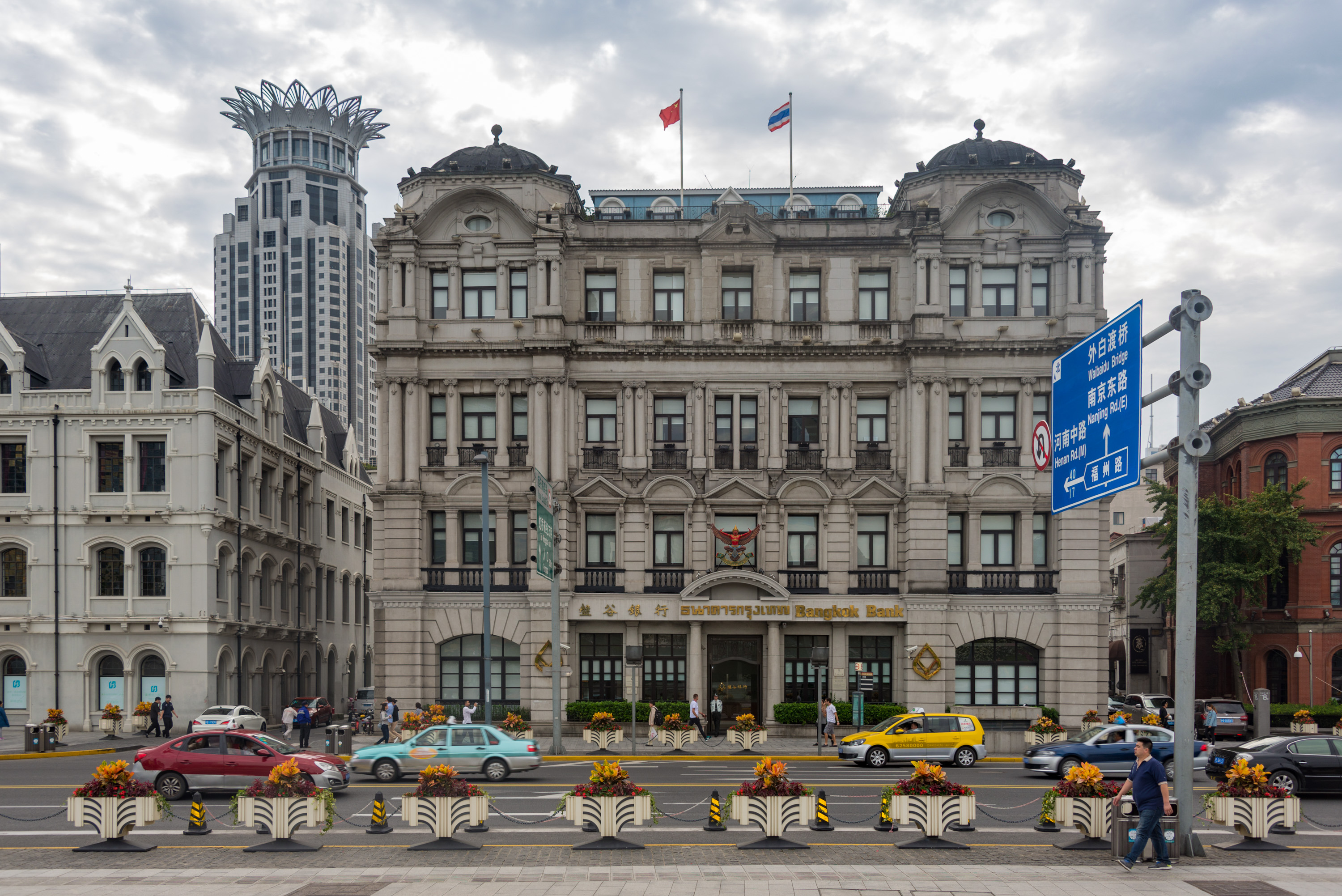
旧大北電報公司ビル

大北電報公司ビル（たいほくでんぽうこうし - ）は上海外灘（黄浦区中山東一路７号）に位置する建物。旧地番から外灘7号とも呼ばれる。
デンマークで創立されたグレート・ノーザン・テレグラフ（日:大北電信会社、中:大北電報公司）が社屋として建築した。設計はアトキンソン&ダラス事務所であり、1907年竣工とされる。建物全体はネオ・バロック風建築で、ビル両端の天上ドームが特徴的である。
同社は、欧州とアジアを連絡する電信線の敷設、経営を目的に1869年に設立され、デンマークのコペンハーゲンを中心に敷設した電信網をロシアの陸上線を経由し、ウラジオストクから海底ケーブルによって長崎と繋いで日本国内の電信網に接続した（1871年）。同年、長崎と香港からの電信線を租界のあった上海に陸揚げすると、清国に同意を得ずに対外電信の取り扱いを始めた。この正式許可を1883年に取り付けると、1899年には英国系の大東電信会社とともに清国に於ける対外電信の独占権を獲得するに至った。
尚、同社は1922年愛多亜路黄浦灘路（現、黄浦区延安東路34号）に新築した自社ビル（現、上海電信博物館）に移転するまでこのビルに事務所を構えた。
現在このビルにはバンコク銀行上海支店が入店している。